# Planetáris differenciálódás

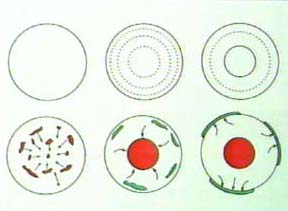
A fokozatosan fölmelegedő kisbolygó övezeteinek képe. A felső sorban a kisbolygó kondritos övei figyelhetők meg, az alsó sorban már a vas kiolvadása és a bazalt felszínre kerülése van ábrázolva

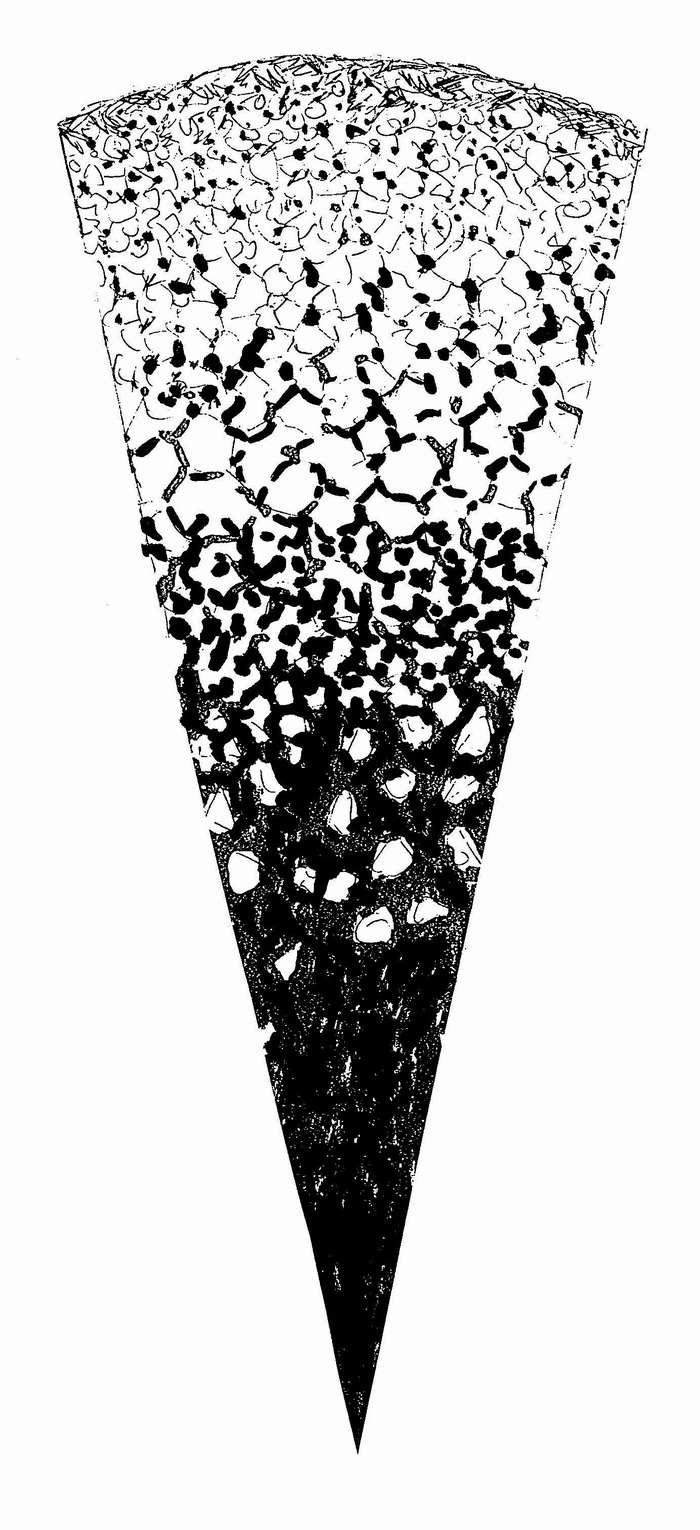
A differenciálódott kis égitest keresztmetszetének képe

A Föld belső szerkezete a magtól a felső köpenyig

A planetáris differenciálódás az az eseménysor, melynek során az égitestek elnyerik réteges, övekre tagolt szerkezetüket.

## Planetáris differenciálódás kis égitesteken
A meteoritok vizsgálata eredményezte azt a felismerést, hogy olyan kis méretű égitesteken is, mint a néhány száz kilométer átmérőjű kisbolygók, égitest méretű differenciálódás játszódott le. Ennek során a kis égitest eredetileg kondritos anyaga fokozatosan felmelegedett, majd parciálisan megolvadt.
A kondritos összetételű kisbolygón előbb a vastartalmú komponensek különültek el, majd egy későbbi, még melegebb fázisban a bazaltos magmák váltak ki a kondritos köpeny anyagából. Ezek adják a Földre hulló HED meteoritokat. A bazaltos anyag részben a felszínre ömlött és ott eukritos összetételű kőzetet hozott létre. A bazaltos anyagnak egy része a felszín alatt kis mélységben, de még a felszín közelében kristályosodott. A magma nagy mélységben kristályosodott része is felismerhető (diogenitek és olivin-diogenitek formájában jut el a Földre).

## Planetáris differenciálódás nagy égitesteken
A Föld típusú bolygók kezdetben (4,6 milliárd éve) az összeállás következtében felmelegedett anyagúak voltak. A radioaktív hőtermelés még emelte az égitestek hőmérsékletét, aminek eredményeként ma úgy tudjuk, hogy magmaóceán alakult ki az égitestek felszíne közelében. Az égitest külső rétegei fokozatosan lehűltek. A bolygótestek különböző rétegei a planetáris differenciálódás során fokozatosan gömbhéjakba (geoszférákba) rendeződtek a sűrűségüknek megfelelően. Három gömbhéjat különböztetünk meg a Föld típusú bolygókon. Ezek a kéreg, a köpeny és a mag.
A planetáris differenciálódást planetáris hőtörténeti modellekkel rekonstruálják. A Föld-típusú bolygók felszíne közelében kialakult magmaóceánban fokozatosan különültek el a nagyobb sűrűségű övezetek. A magmaóceán felszíne fokozatosan megszilárdult, de a magmás olvadt zóna a mélybe húzódva mint egy zónás olvasztás járta át az égitestet. Egyre nagyobb mélységbe húzódva őrizte meg a korai megolvadás óta fennálló olvadt belső övet.
Vannak olyan planetáris hőtörténeti modellek is, amelyekben szétválik a magmaóceán által fennálló korai külső olvadt öv, és a későbbi radioaktív fűtéstől felmelegedő belső olvadt övezet. Az olvadt (parciálisan olvadt) öv más és más mélységekben található az egyes bolygókon. A Föld esetében mintegy 3500 kilométeres mélységben (a külső magban), a Hold esetében mintegy 1200 kilométeres mélységben kezdődik a rengéshullámokra folyadékként reagáló (csak nyomási hullámokat továbbító) olvadt (vagy részben olvadt) zóna.

## A Hold öves szerkezete
A Hold öves szerkezetét először a Hold körül keringő űrszondák pályájának vizsgálata segítségével kutatták. A keringő űrszonda pályájára ugyanis hatással van az a tény, hogy egyre sűrűsödő rétegek foglalnak helyet az égitest belsejében. A pályavizsgálatok azonban akkor még nem voltak olyan érzékenyek, hogy kimutassanak belső sűrűbb magot.
A Hold belső szerkezetét azután szeizmikus mérésekkel igazolták az Apolló expedíciókon a Holdra vitt műszer-együttesek (ALSEP). A Hold kérge anortozitos-gabbrós összetételű külső övezet, mely a Föld irányába néző oldalon mintegy 20 km vastagságú, a Hold túlsó oldalán mintegy 60 km vastagságú. A holdi köpeny mintegy 1200 km vastagságú. Ennek alsó részéből észleltek belső eredetű holdi rengéseket az Apolló műszerek. A Hold kicsiny magja mintegy 500 km átmérőjű, külső zónái részlegesen olvadt állapotúak.

## Külső hivatkozások
- Origin and thermal evolution of Mars.
- Thermal History and Differentiation of Asteroids and Dwarf Planets.
- Thermal History of Lunar Magma Ocean.
- A planetáris differenciálódás numerikus szimulációja a planetezimálokra.